# Niculești
Niculești è un comune della Romania di 4 498 abitanti, ubicato nel distretto di Dâmbovița, nella regione storica della Muntenia.
Il comune è formato dall'unione di 3 villaggi: Ciocănari, Movila, Niculești.